# Ommatius conopsoides
Ommatius conopsoides är en tvåvingeart som beskrevs av Christian Rudolph Wilhelm Wiedemann 1828. Ommatius conopsoides ingår i släktet Ommatius och familjen rovflugor. Inga underarter finns listade i Catalogue of Life.